# Colección Mac Kellar
La Colección Mac Kellar es un conjunto de obras de pintura chilena que en 2010 Ricardo Mac Kellar Jaraquemada decidió donar a la Municipalidad de Las Condes y que a partir del 12 de abril de 2012 se encuentra expuesta al público de forma permanente en la casa museo de Santa Rosa de Apoquindo. En la exposición hay óleos del siglo XIX y XX, representativos de los más importantes artistas del país, entre los que figuran desde los cuatro grandes maestros de la pintura chilena hasta autores modernos, como Bororo, pasando por la generación del 13 y otros pintores. 

## Historia
Ricardo Mac Kellar (Viña del Mar, 1928) tenía solo 15 años cuando su padre le regaló un pequeño cuadro de Juan Francisco González, que fue el comienzo de lo que se convertiría en una extraordinaria colección de pintura chilena de los siglos XIX y XX. Durante toda su vida, Mac Kellar, que nunca se casó ni tuvo hijos, se dedicó a aumentar la colección que heredó de sus progenitores, Pedro Mac Kellar y Berta Jaraquemada.
A pesar de que su vocación era la pintura, no siguió estudios de arte: después de terminar la secundaria en el Colegio de los Padres Franceses, se dedicó a la agricultura y el comercio.
Si bien el regalo de la La bahía de Valparaíso (también conocido simplemente como Valparaíso) de González —cuadro que una tía suya le había comprado directamente al pintor en su casa de un cerro de Valparaíso como regalo de boda del matrimonio de los padres de Ricardo Mac Kellar— fue determinante en su destino, pasarían todavía una docena de años antes de que se consagrara al coleccionismo en forma realmente seria, algo que acontece en 1955 "entusiasmado con el modernismo", aunque después quiso tener también a los grandes maestros de la pintura chilena, como él mismo explicara.
Esto sucedió en parte gracias a que "su hermano artista participaba en el taller del gran Tótila Albert y de Kurt Herdan. Él lo introdujo en ese mundo y juntos veraneaban con Herdan. Al ingresar a la Asociación Internacional de Críticos de Arte, el coleccionista se acerca mucho a Antonio Romera. Se hacen amigos. Mac Kellar le da a conocer, incluso, al más desconocido pintor Roko Matjasic", explicaba con motivo de la inauguración, en 2010, de la primera muestra de la Colección su curador, Fernando Moya.
Mac Kellar llegó a ser uno de los más connotados especialistas en pintura chilena, dueño de unos 400 cuadros, experto que ha sido requerido por diversas instituciones culturales para sus proyectos artísticos; así, fue nombrado asesor permanente de las Corporación Cultural de Las Condes y desde los comienzo de esta participó en la planificación y producción de las retrospectivas organizadas por ella; también ha colaborado en las salas del banco BHC, de La Capilla de la Municipalidad de Santiago, la Academia Diplomática Andrés Bello y en programas de Valparaíso y del Museo Nacional de Bellas Artes.
Una noche de fines de septiembre de 2008, mientras Mac Kellar dormía, unos ladrones penetraron en su parcela de Quillota, en el sector San Pedro, y robaron una treintena de valiosas pinturas (véase más abajo la sección Robo), que adornaban las paredes de la casa. Aunque la mayoría de los óleos fue recuperado a comienzos de 2009, para el coleccionista lo ocurrido fue un duro golpe; ese mismo año, comienza el proceso para donar a la Municipalidad de Las Condes parte de los cuadros que había reunido durante su vida. Al año siguiente, la Corporación Cultural de esa comuna organizó la primera muestra del tesoro acumulado por Mac Kellar, titulada La (e)lección de pintura, con 80 obras que fueron expuestas desde el 13 de agosto al 26 de septiembre de 2010. 

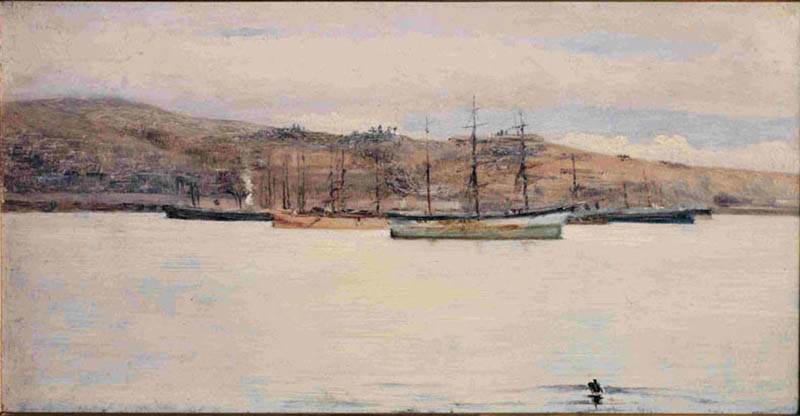
Valparaíso, de Juan Francisco González, primer cuadro de Mac Kellar

Francisco Javier Court, director de la citada Corporación, señalaba a raíz de esa primera muestra que se dio al coleccionista todo el tiempo necesario para que el proceso de donación fuera "desarrollándose como se debe, en todas sus etapas". Como explicó, Mac Kellar "quería que lo medular de su colección —unas 100 obras— se mantuviera junta. "Siempre ha comentado que la colección de Juan Bascuñán se disolvió al morir este, y la otra notable de Fernando Lobo Parga se desintegró entera y nunca más se supo de ella".
El proceso de donación culminó en 2012, cuando se reabrió Santa Rosa de Apoquindo, en cuya casa museo encontró su residencia permanente la colección de Mac Kellar. El crítico de arte Waldemar Sommer, después de ver los cuadros ya colgados en la restaurada casona, escribió: «Encontramos ahí obras que pareciera que vemos por primera vez. Baste destacar unos pocos ejemplos de ello. En una misma muralla de uno de los albos salones, obligan a detenerse un Pablo Burchard de una gracia intimista y floral, y tres Juan Francisco González. De éstos, el protagonizado por árboles constituye una síntesis de una audacia visual incomparable: unas cuantas pinceladas de castaños, tierras y ocres amarillos son suficientes para provocarnos la más intensa sensación otoñal. Escasos pasos más allá, vibra la elegancia de un José Tomás Errázuriz. ¿Y qué decir de la caseta onírica o de los tres rincones urbanos de Macul, de Óscar Trepte, y de los Enriqueta Petit, numerosos y enjundiosos?» Francisco Moya, por su parte, destacaba de la primera muestra de la Colección Mac Kellar en 2010 Faenas en el puerto (1915), de Pedro Luna, El pelusa, de Pedro Lira, uno de los mejores cuadros del artista que estaba en manos privadas, según la familia de Lira, y Ser muy querido, de Alfredo Valenzuela Puelma, retrato de la madre del maestro, que constituye una de sus piezas cumbre: "Pertenece a su etapa madura, de gran penetración psicológica y más suelto en su pincelada", explicó el curador.

### Robo
La noche del domingo 28 de septiembre de 2008 unos ladrones penetraron en la casa de Ricardo Mac Kellar en Quillota y robaron 35 cuadros evaluadas en ese tiempo en 180 millones de pesos. La policía dio con los delincuentes —que resultaron ser José Moreno Saavedra y los hermanos Javier y Juan Patricio Ramírez, de 50, 58 y 45 años, respectivamente— y recuperó 17 pinturas. La Brigada del Crimen de Quillota logró apresar a los ladrones después de recibir varias denuncias sobre la venta clandestina de las obras de arte en las calles santiaguinas de Lautaro y Luis Beltrán, Providencia. Los delincuentes habían alcanzado a vender al menos nueve óleos En los meses siguientes, la policía recuperó otros seis cuadros. Entre los óleos rescatados se encuentran valiosas obras de Pedro Lira (Incendio en el bosque, El pelusa), Arturo Gordon (Desnudo, Botes en Con-Cón), Juan Francisco González (Zarzamora, Retrato de la señora Robles), José Tomás Errázuriz (retrato de su esposa Eugenia Huici), Ezequiel Plaza (Retrato de mujer)... A abril de 2012 quedaban 12 pinturas sin recuperar.

## Galería

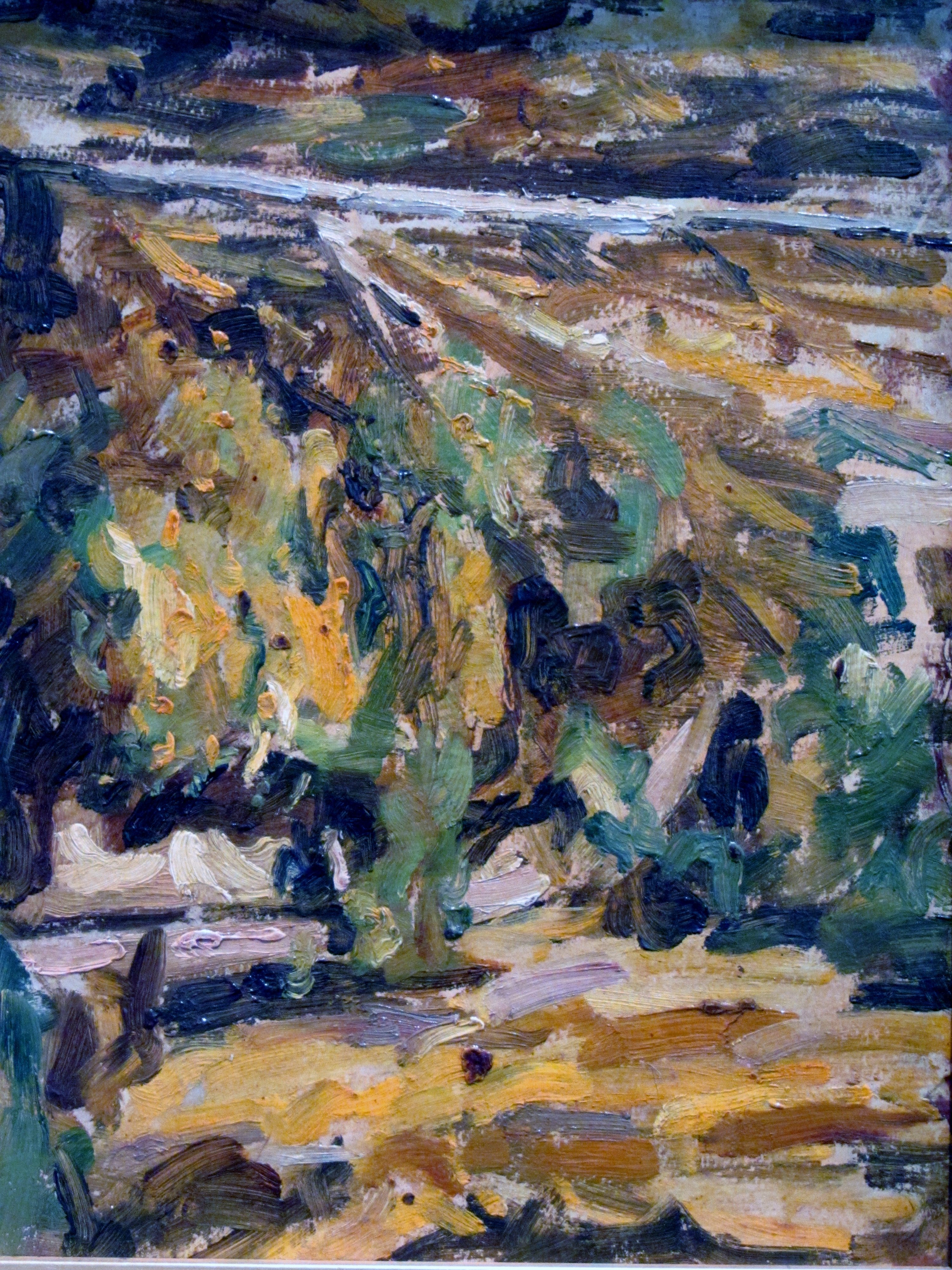
Parrón
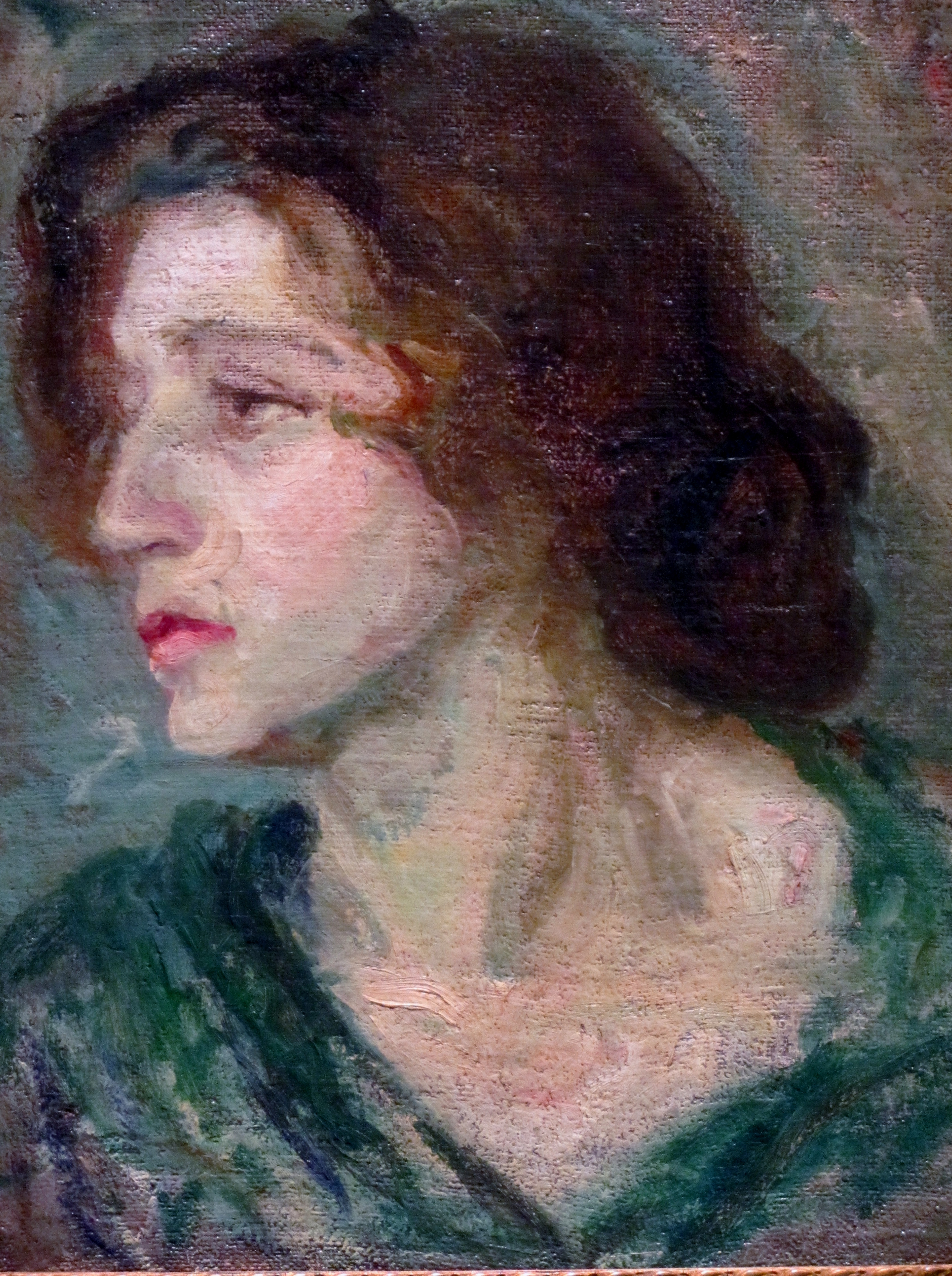
Retrato de Henriette
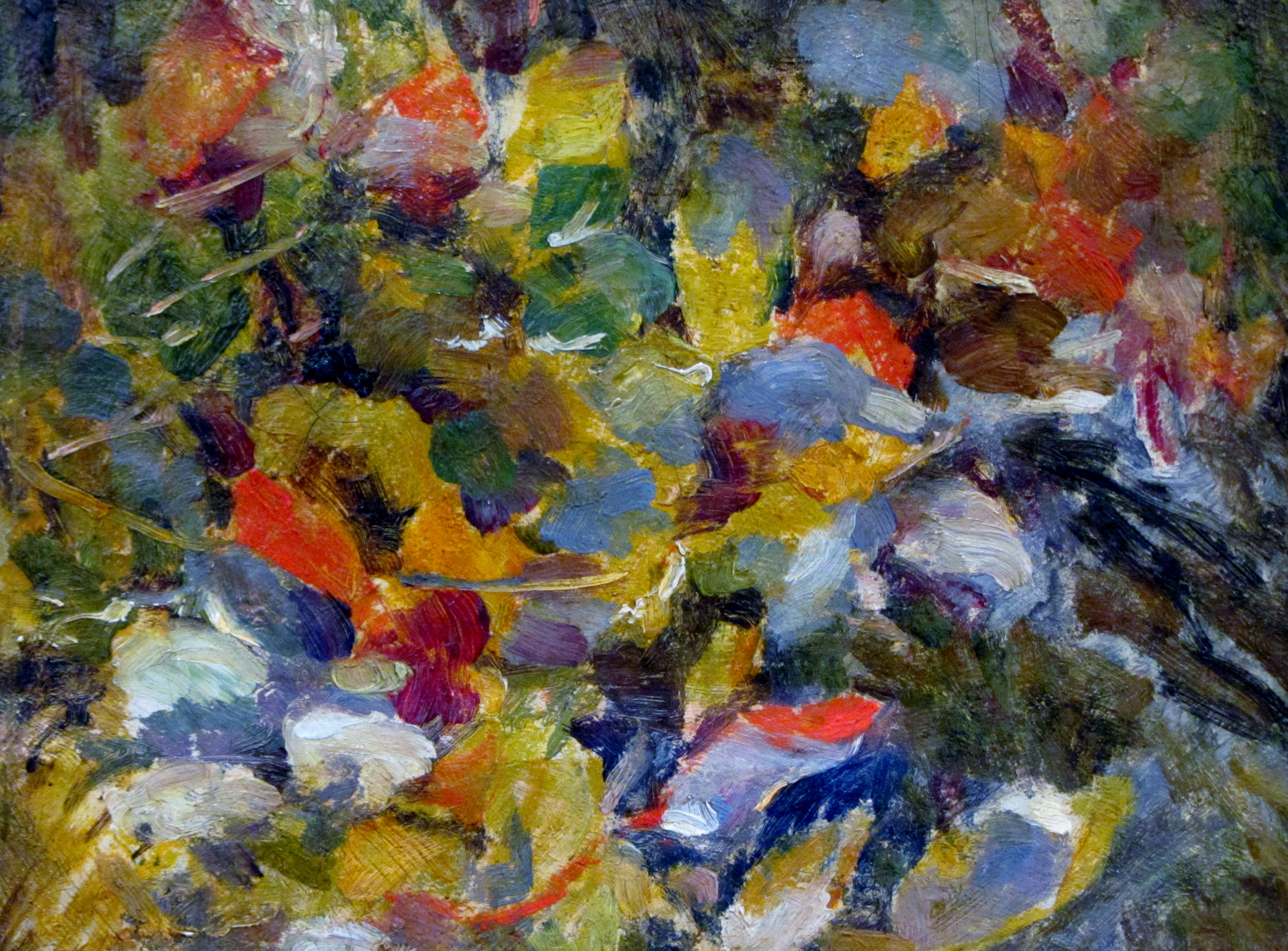
Zarzamora

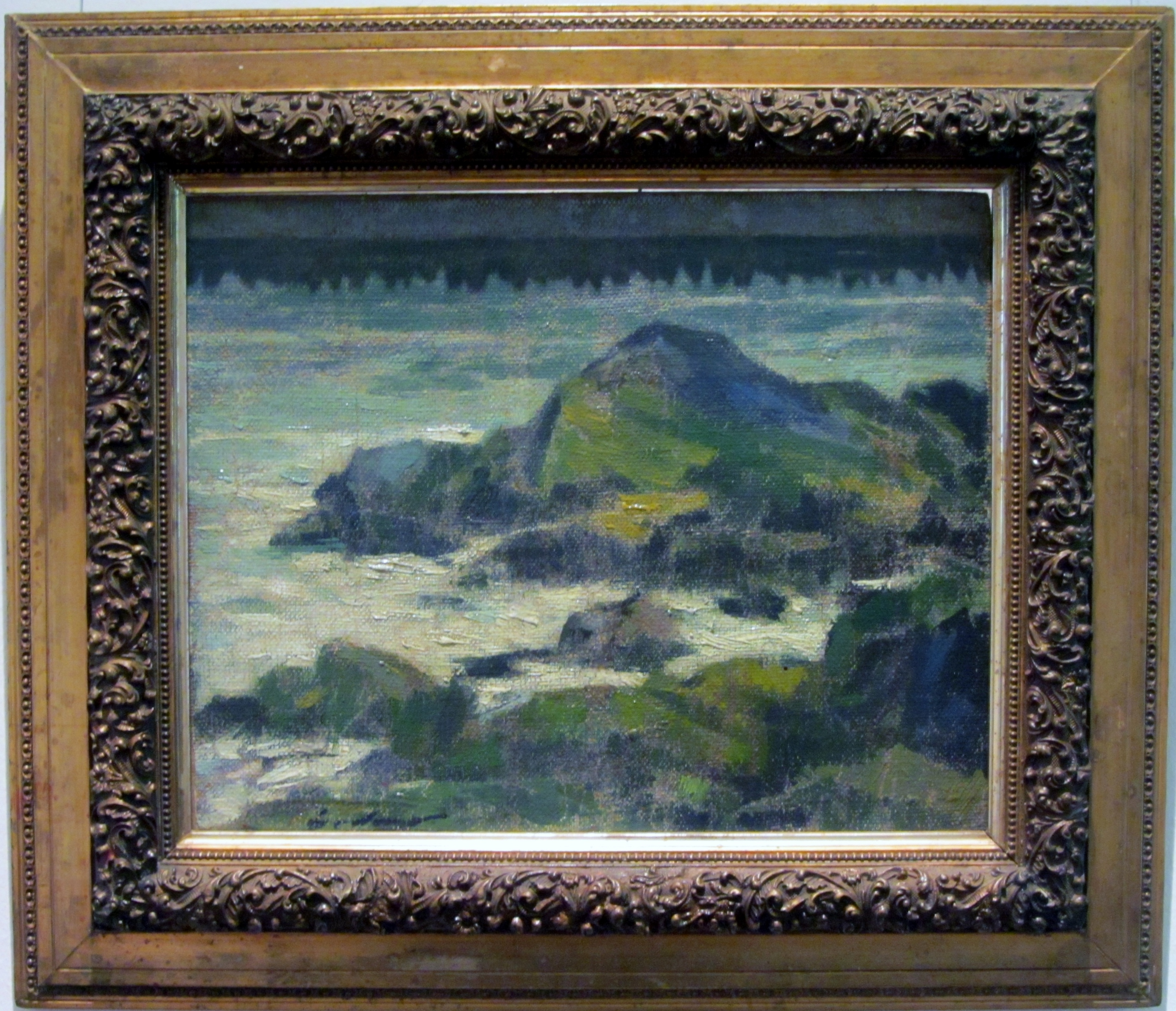
Rocas de Con-Cón, Arturo Gordon
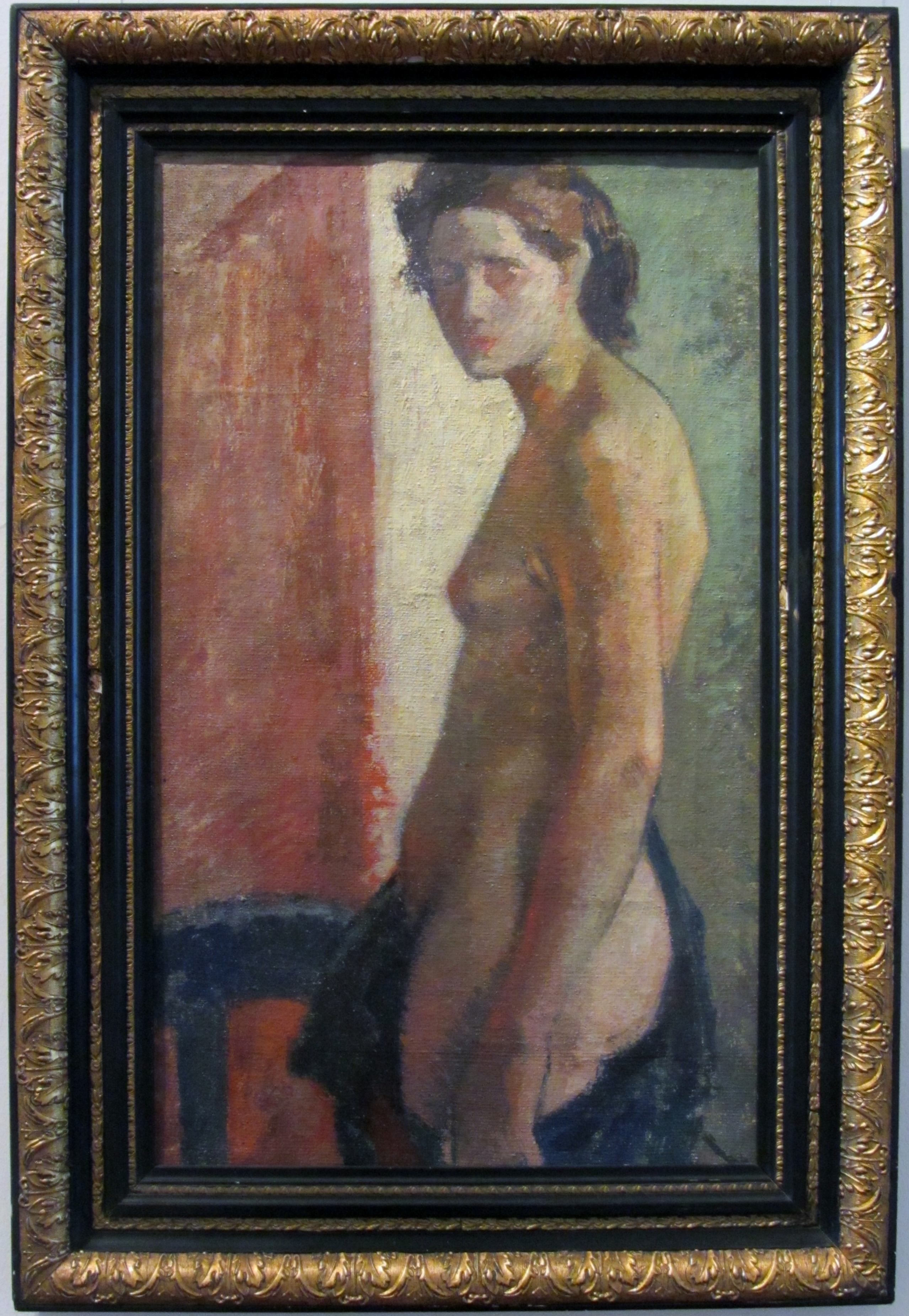
Desnudo, Gordon
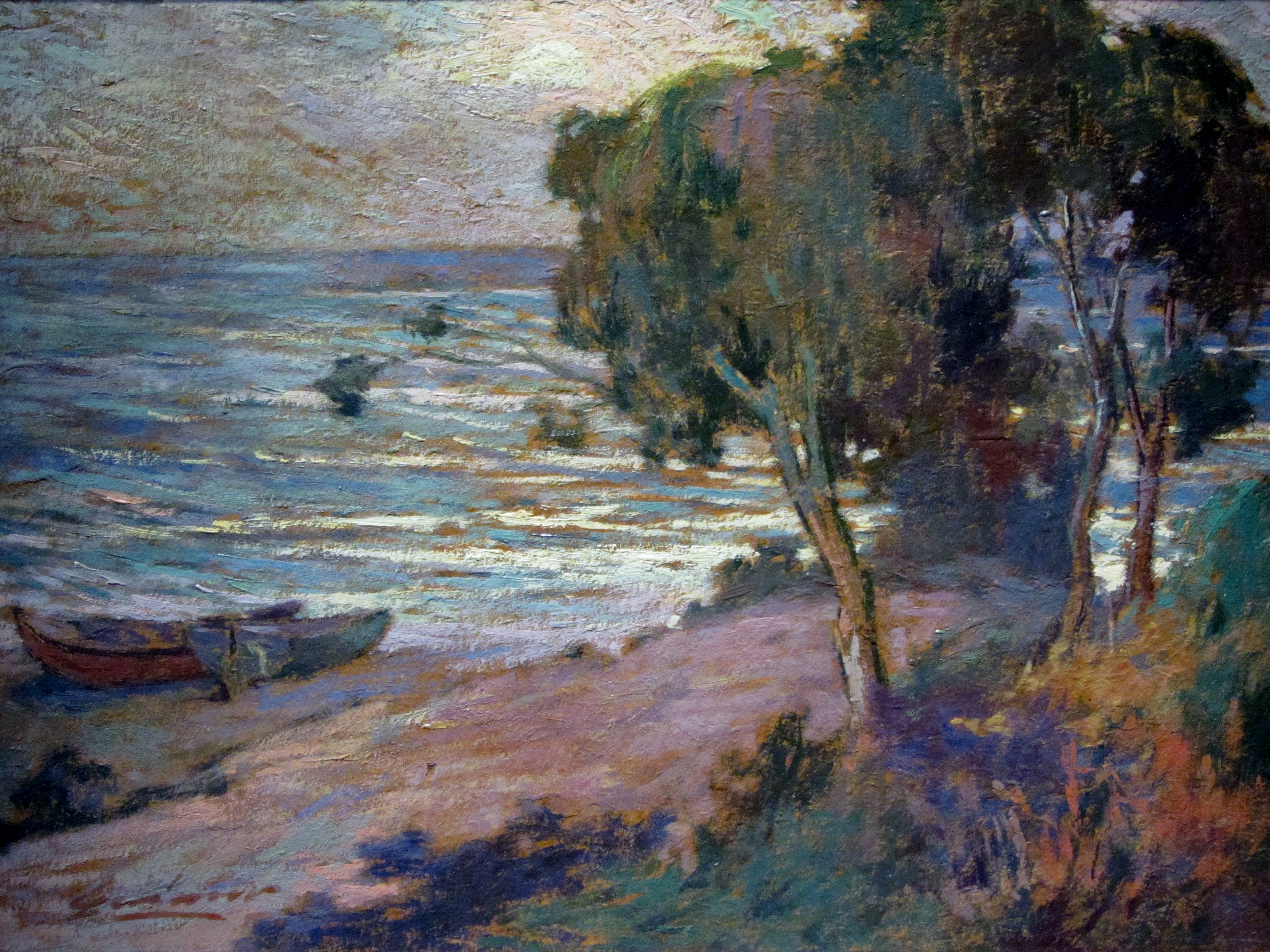
Botes de Con-Cón, Gordon

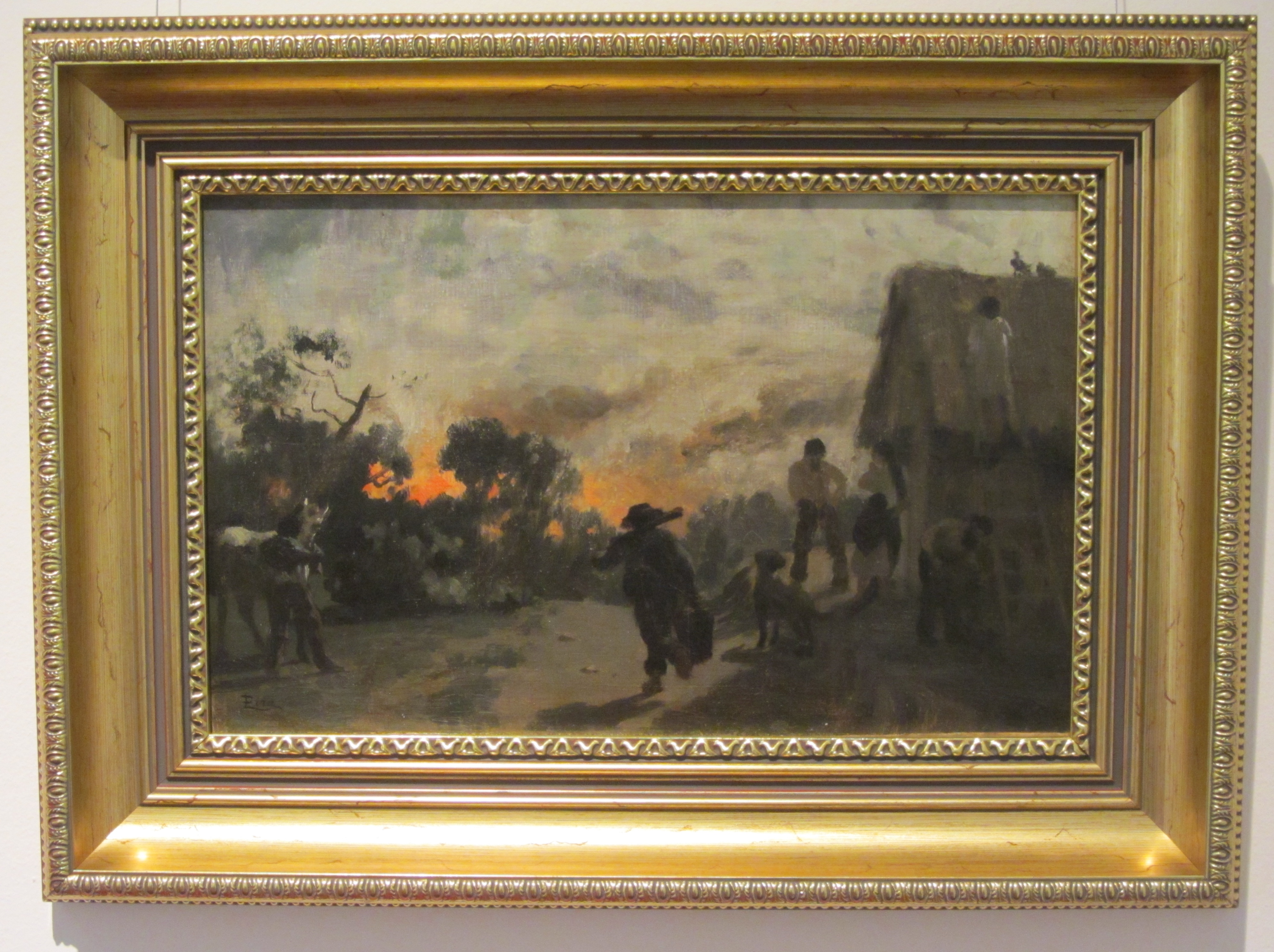
Incendio en el bosque
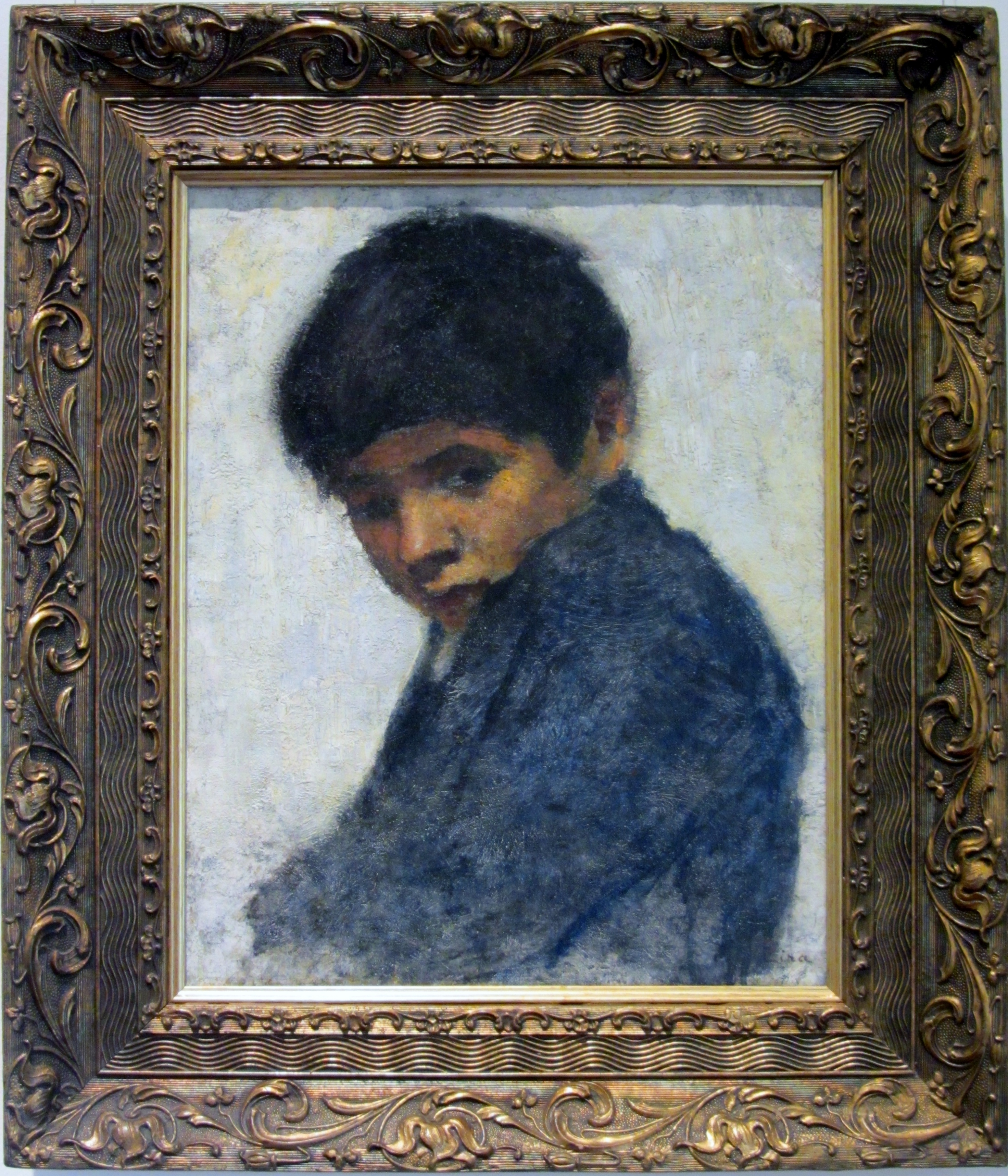
El pelusa
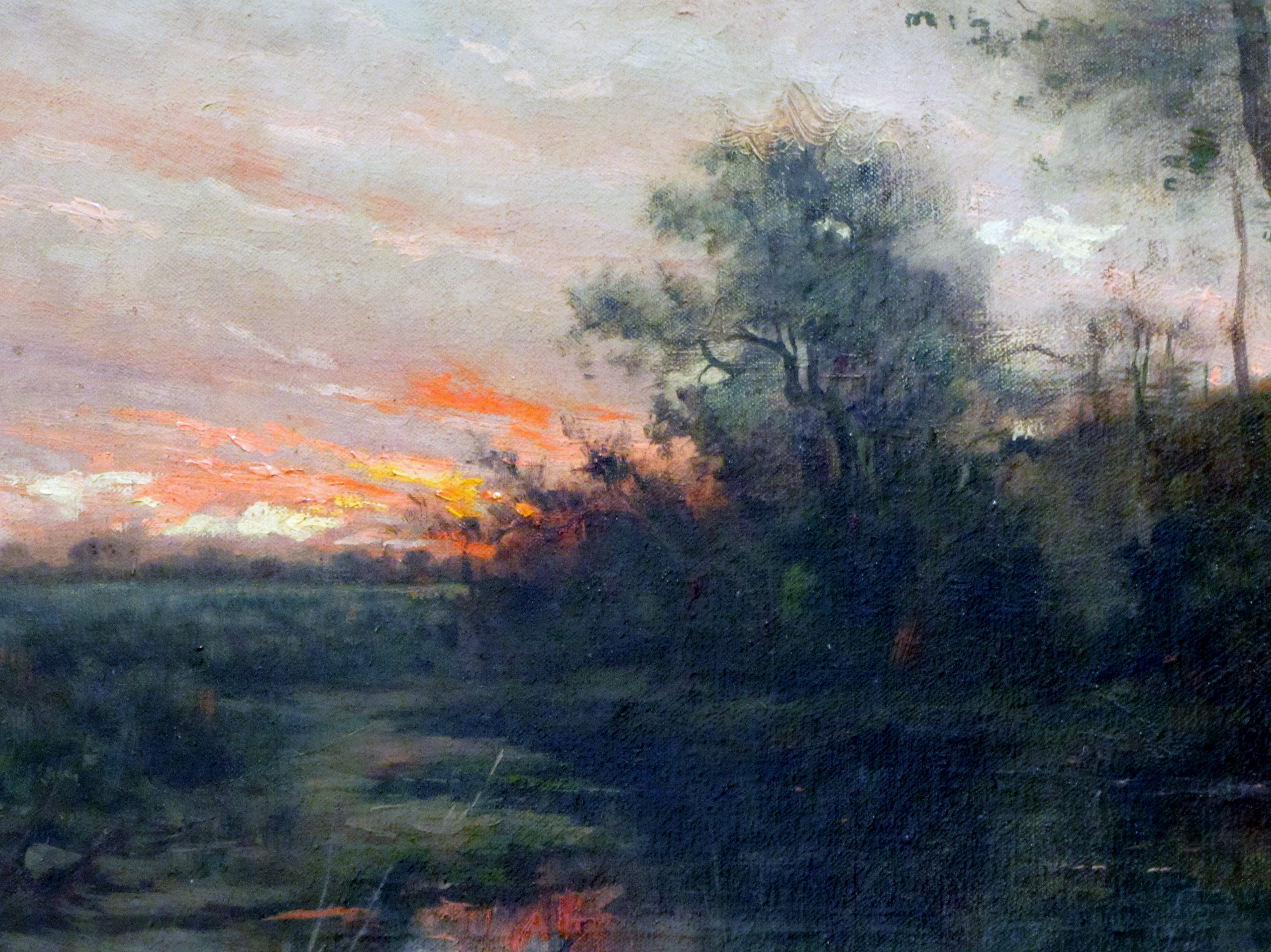
Crepúsculo

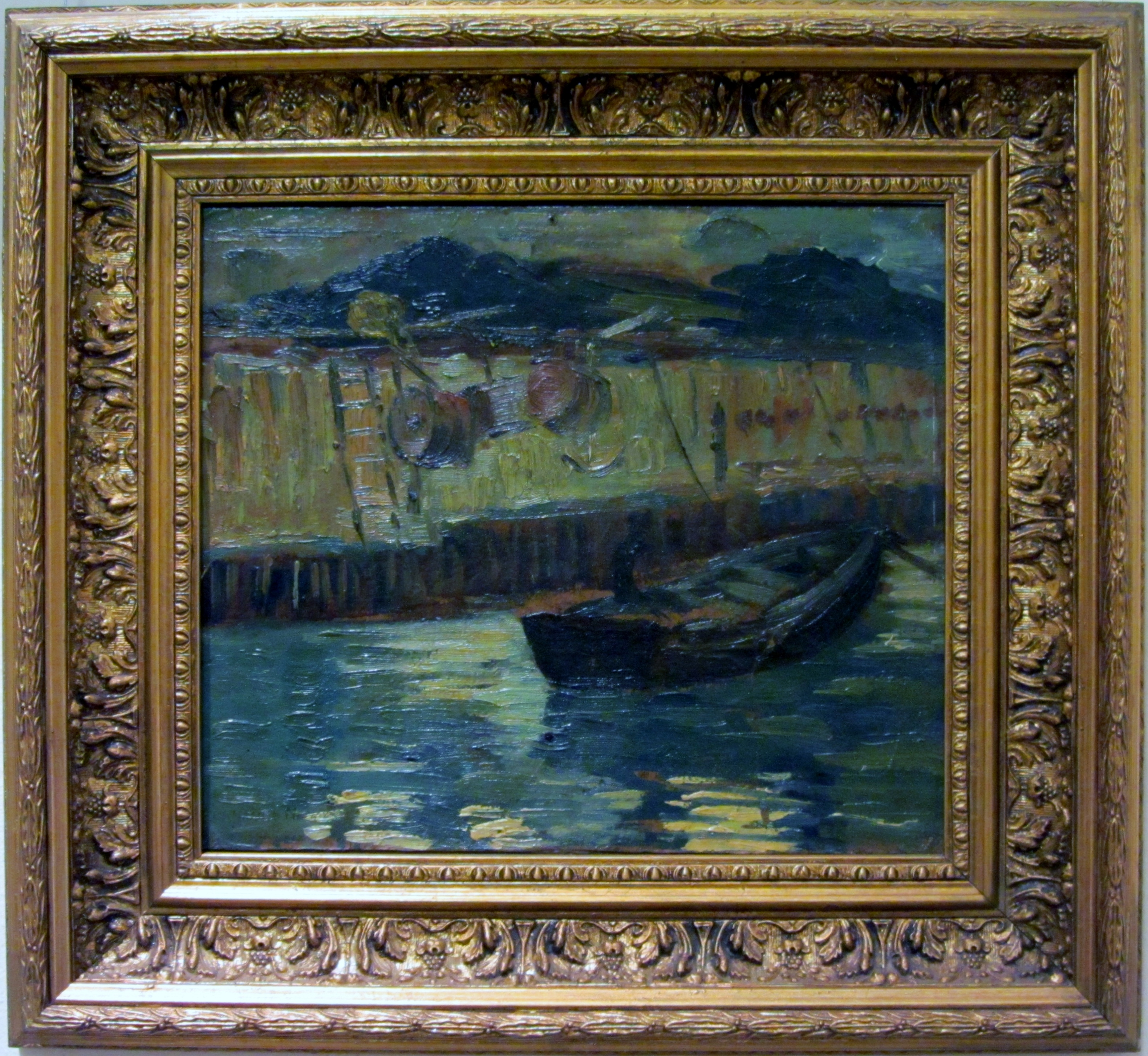
Caleta de pescadores
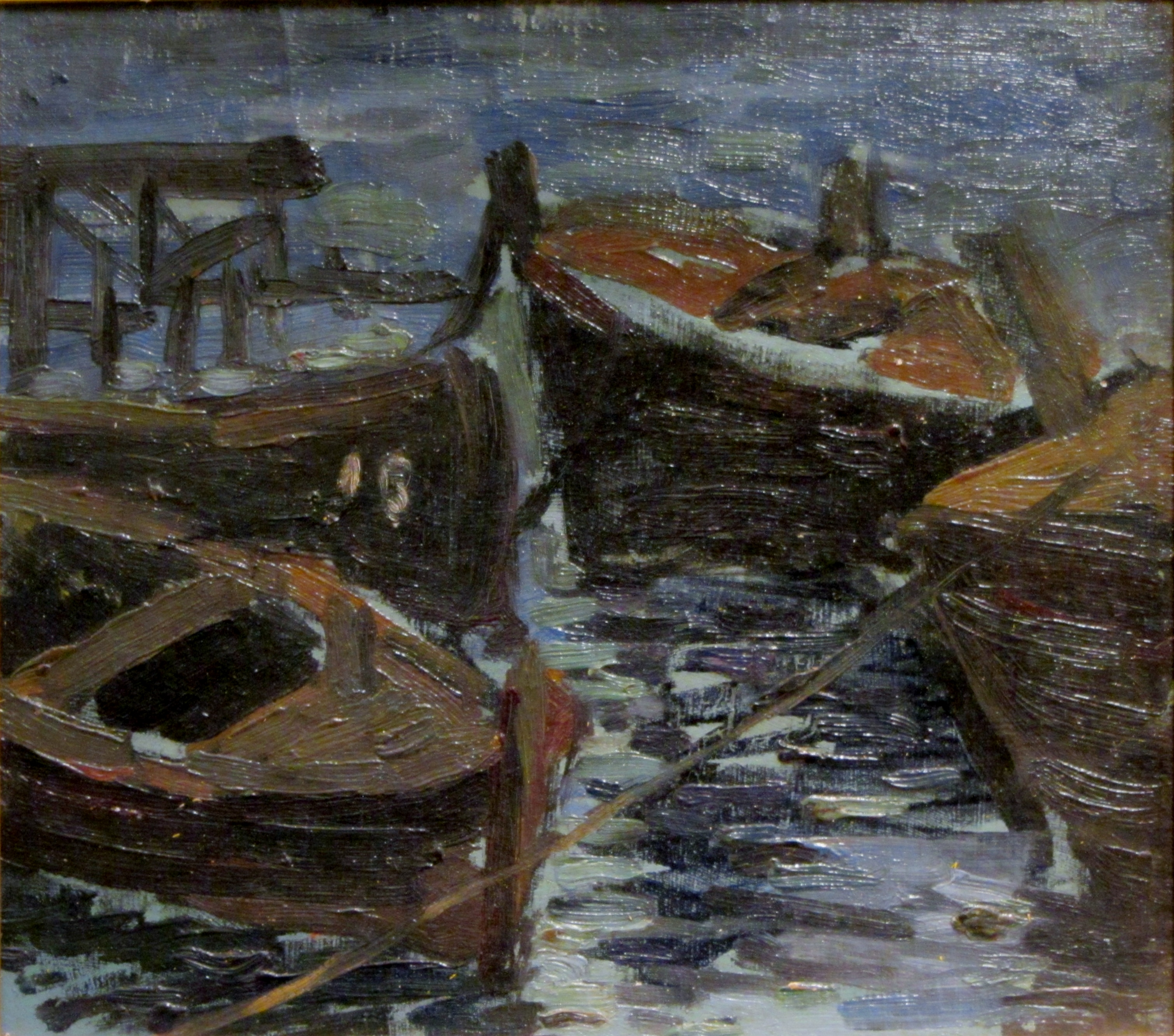
Muelle fiscal de Valparaíso, 1913

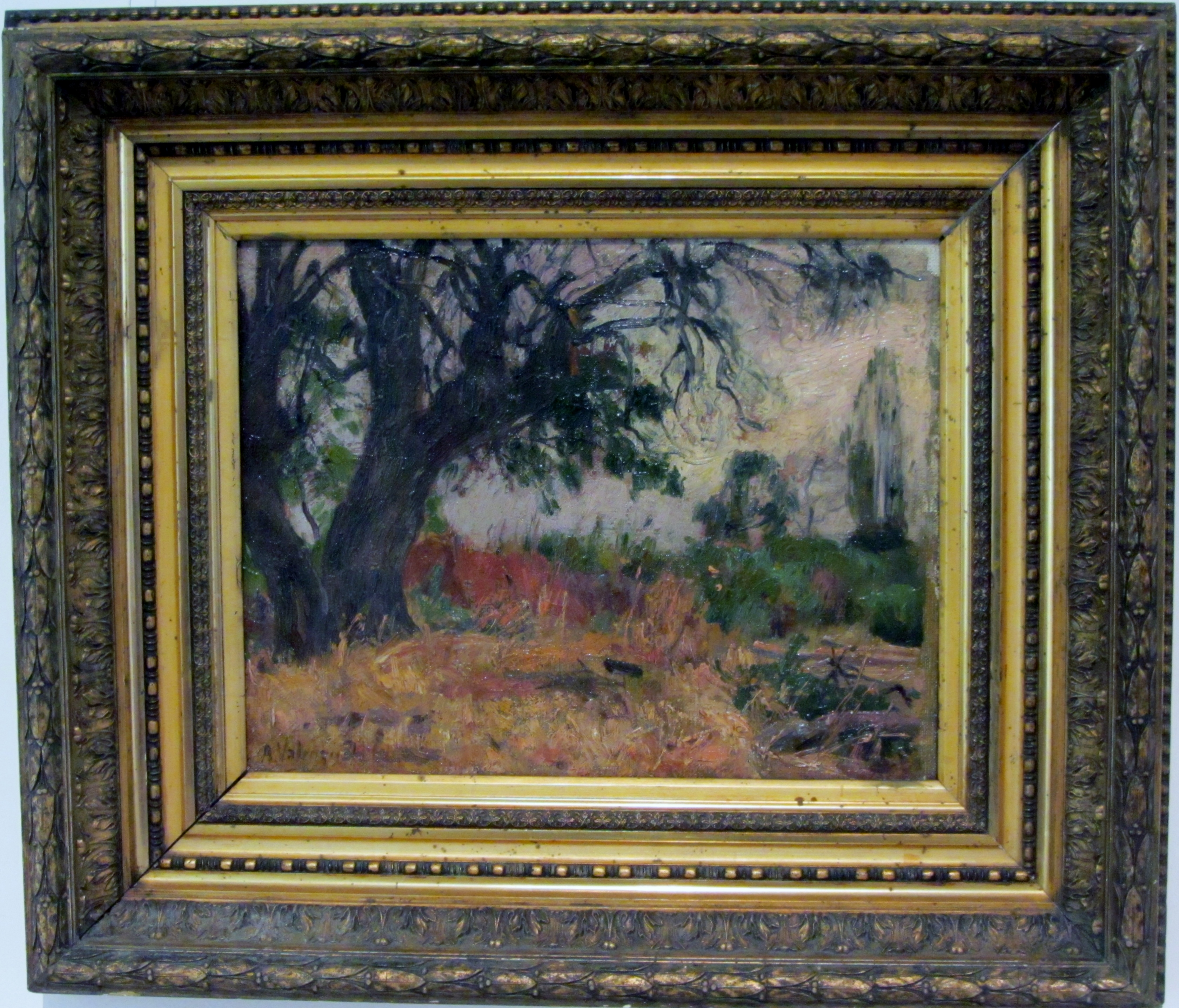
Paisaje
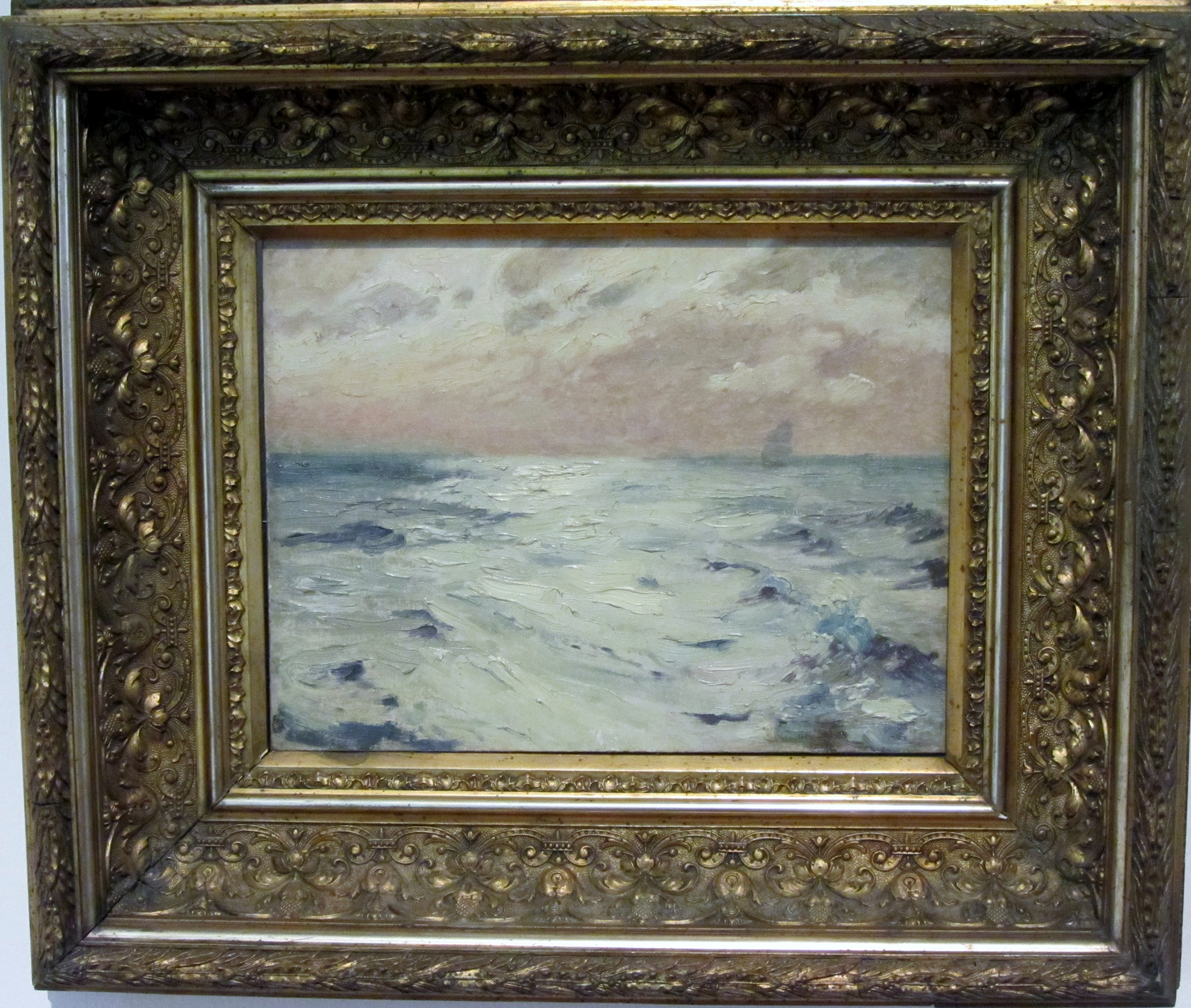
Marina
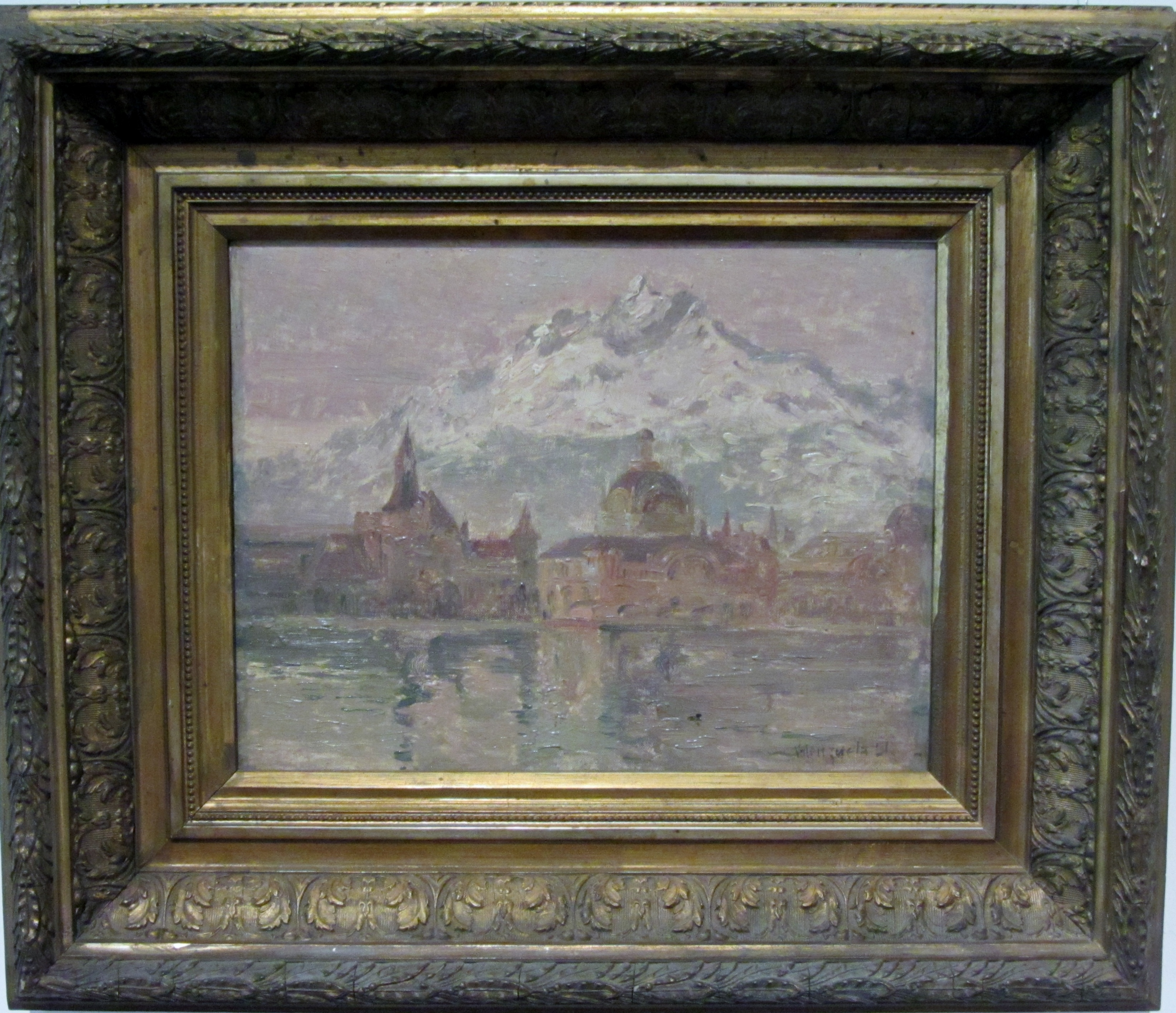
Paisaje de Francia

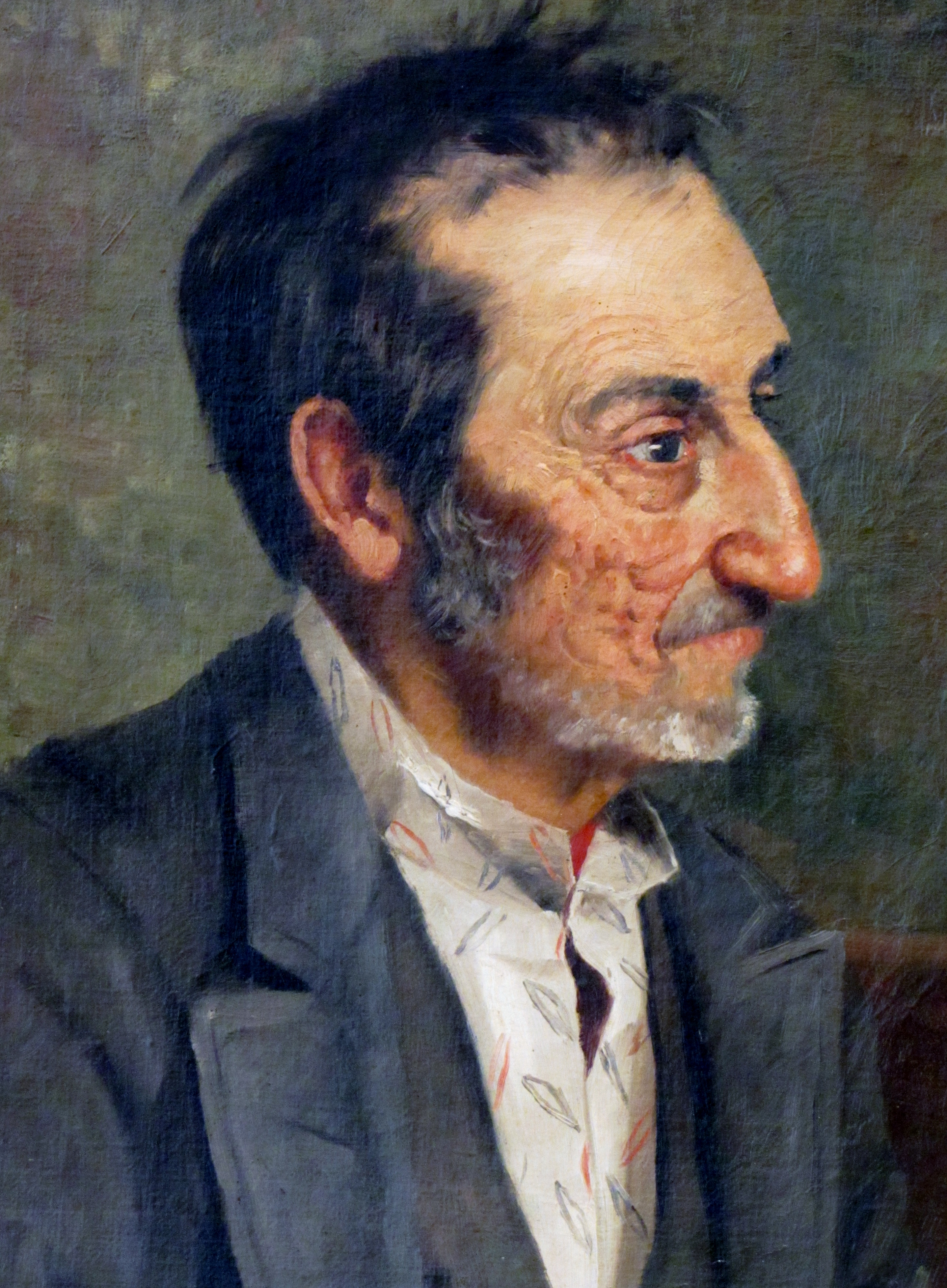
El borrachito
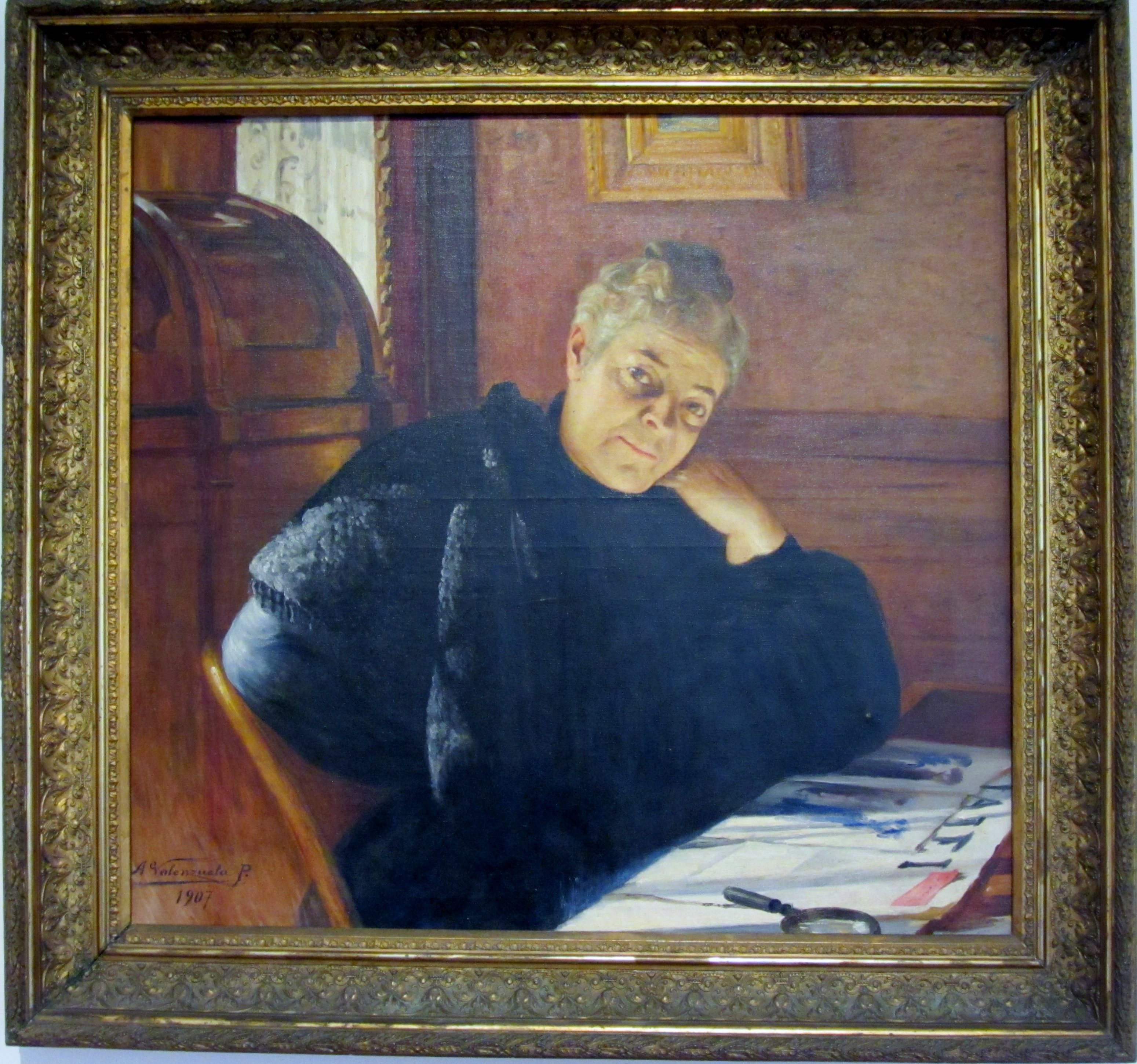
Ser muy querido

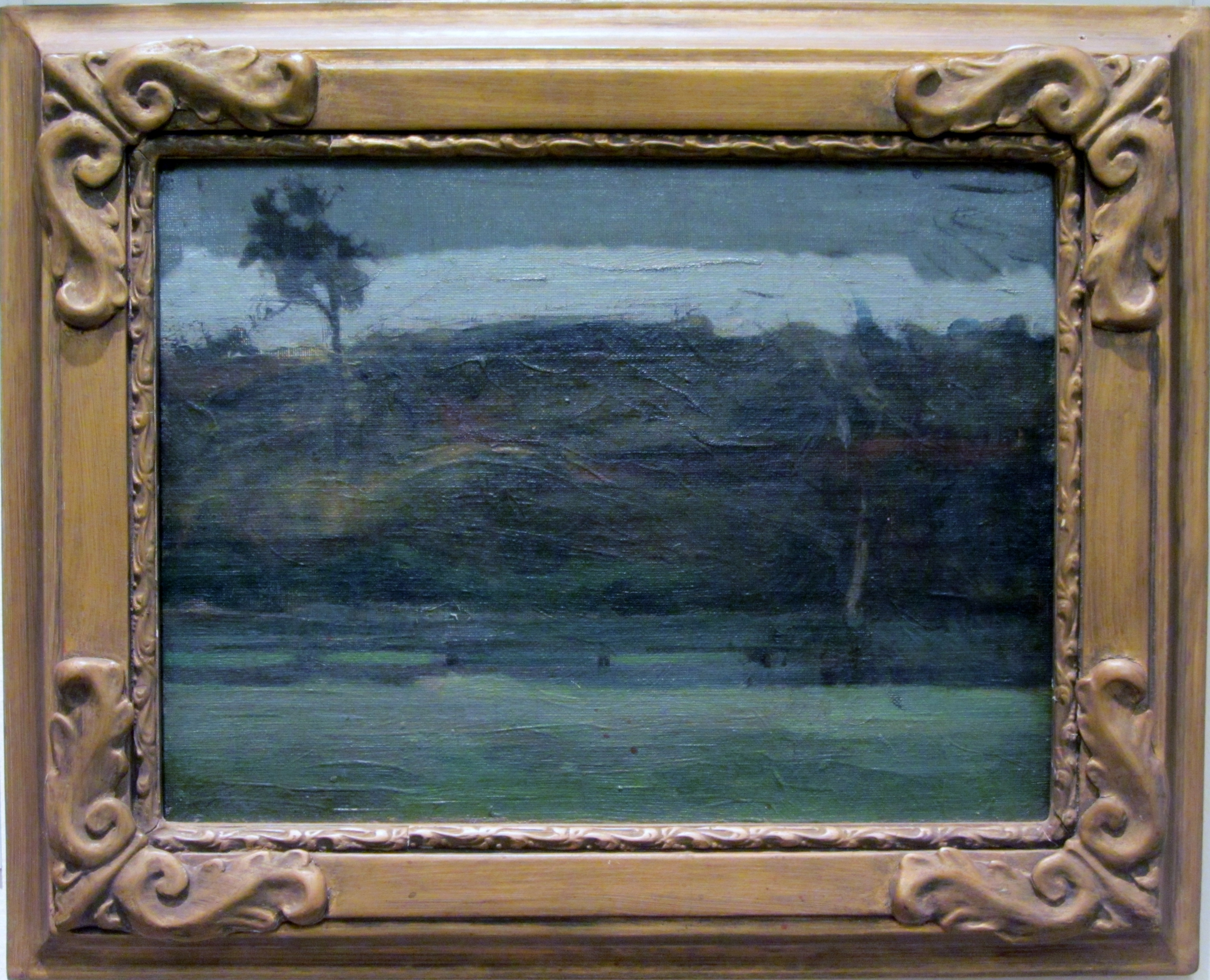
Paisaje, Enrique Bertrix
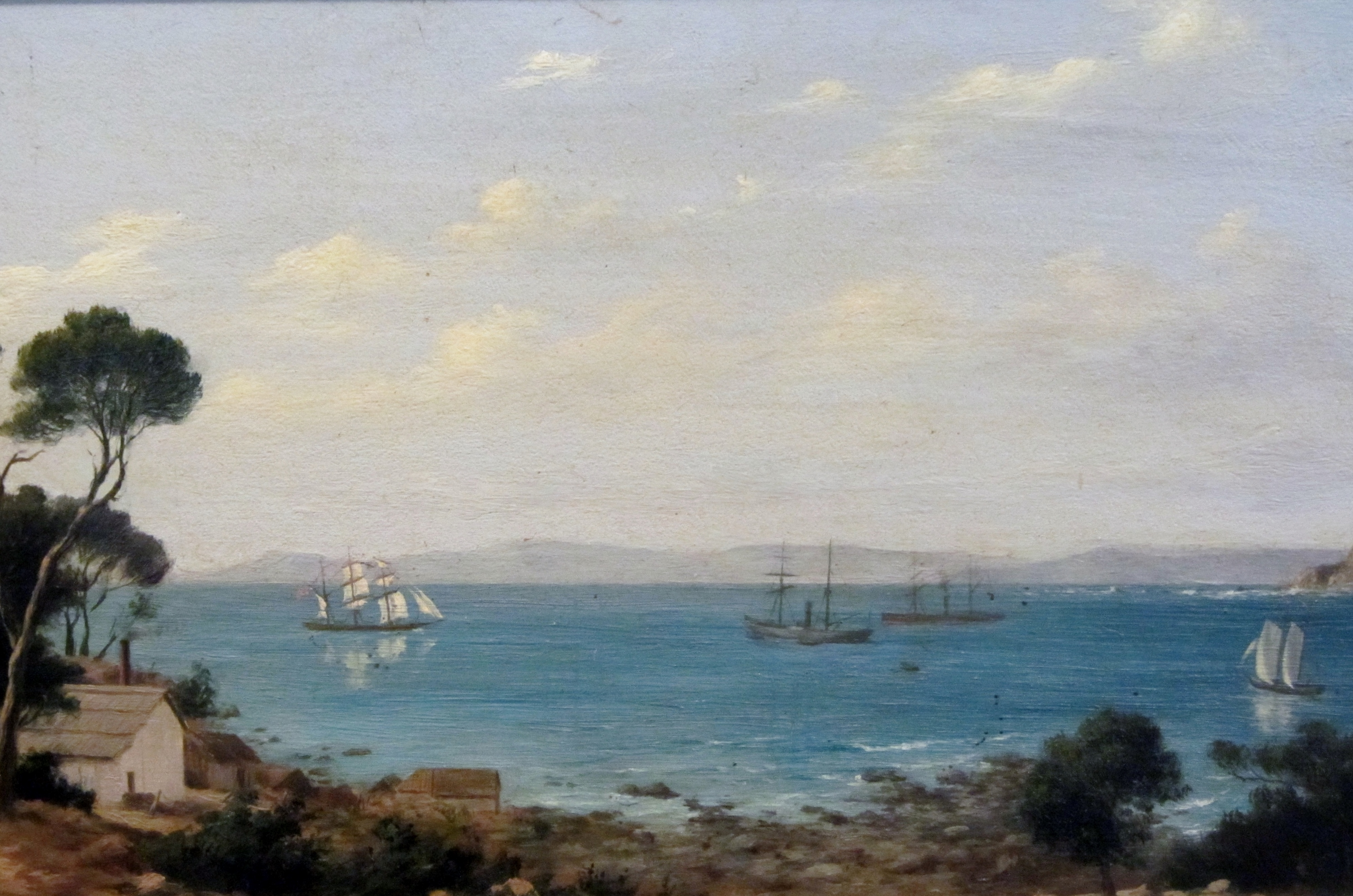
Puerto de Lebu, Onofre Jarpa
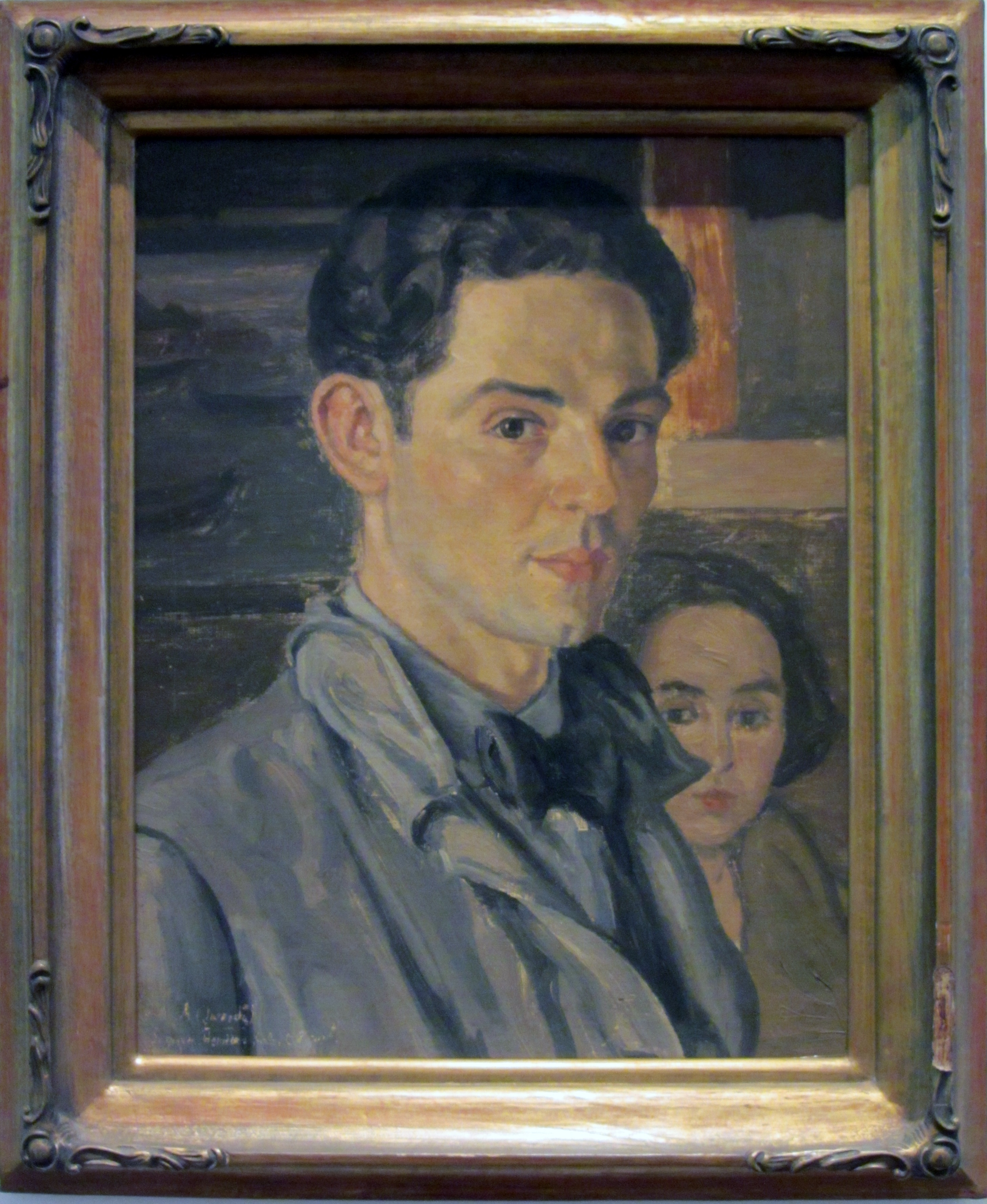
Autorretrato, Albino Quevedo